# 435 Ella
A 435 Ella (ideiglenes jelöléssel 1898 DS) a Naprendszer kisbolygóövében található aszteroida. Maximilian Franz Joseph Cornelius Wolf és Friedrich Karl Arnold Schwassmann fedezte fel 1898. szeptember 11-én.